# Route der Industriekultur Rhein-Main Wiesbaden

Logo der Route der Industriekultur Rhein-Main

Die Route der Industriekultur Rhein-Main Wiesbaden ist eine Teilstrecke der Route der Industriekultur Rhein-Main in der hessischen Landeshauptstadt Wiesbaden. Das Projekt versucht Denkmäler der Industriegeschichte im Rhein-Main-Gebiet zu erschließen.

## Liste der Routen in Wiesbaden

### Talroute
| Wiesbaden I: Talroute                 | Wiesbaden I: Talroute                              | Wiesbaden I: Talroute | Wiesbaden I: Talroute                                                         | Wiesbaden I: Talroute                       | Wiesbaden I: Talroute |
| Lage                                  | Objekt                                             | Entstehungsjahr       | Beschreibung                                                                  | Bild                                        |                       |
| ------------------------------------- | -------------------------------------------------- | --------------------- | ----------------------------------------------------------------------------- | ------------------------------------------- | --------------------- |
| Am Neroberg (Standort)                | Opelbad                                            | 1933/34               | In der Formensprache des Neuen Bauens von Franz Schuster errichtet            | weitere Bilder                              |                       |
| Nerotal (Standort)                    | Nerobergbahn                                       | 1888                  | Wasserlast- und Zahnradbahn                                                   | weitere Bilder                              |                       |
| Nerotal 18 (Standort)                 | Thalhaus                                           | 1905                  | Frühere Kaltwasserheilanstalt, dann Kurhaus Bad Nerotal in neobarocken Formen | Thalhaus                                    |                       |
| Taunusstr. 44 (Standort)              | Institut für künstliche Augen                      |                       | spätklassizistisches Gebäude                                                  | weitere Bilder                              |                       |
| Langgasse 21 (Standort)               | Tagblatthaus                                       | 1909                  | Plastik "Das Wissen" von Philipp Modrow                                       | Tagblatthaus                                |                       |
| Paulinenstr. 7 (Standort)             | Villa Söhnlein-Pabst (Weisses Haus)                | 1903–06               | Erbaut von den Zürcher Architekten Otto Wilhelm Pfleghard und Max Haefeli     | Villa Söhnlein-Pabst(Weisses Haus)          |                       |
| Frankfurter Straße 1 (Standort)       | Villa Clementine                                   | 1878–82               | Stadtvilla im Stil des Historismus                                            | weitere Bilder                              |                       |
| Wörthstr. 4–6 (Standort)              | Fayencen Fabrik Höppli                             |                       | gegründet vom Schweizer Bildhauer Johann Jacob Höppli                         | weitere Bilder                              |                       |
| Schiersteiner Straße 31–33 (Standort) | Elektrouhrenfabrik Wagner                          | 1913                  | Wohn- und Fabrikgebäude des Firmengründers Carl Theodor Wagner                | weitere Bilder                              |                       |
| Bahnhofsplatz (Standort)              | Hauptbahnhof                                       | 1904–06               | neobarockes Gebäude von Fritz Klingholz                                       | weitere Bilder                              |                       |
| Mainzer Straße 75 (Standort)          | Wasserturm Schlachthof                             | 1895–1902             | errichtet von Stadtbaumeister Felix Genzmer                                   | weitere Bilder                              |                       |
| Rudolf-Vogt-Straße (Standort)         | Wasserturm Biebrich                                | 1897                  | Der Ziegelsteinturm diente bis 1914 auch als Aussichtsturm                    | weitere Bilder                              |                       |
| Biebricher Allee 142 (Standort)       | Verwaltungsgebäude der Sektkellerei Henkell        | 1907                  | errichtet von Paul Bonatz                                                     | Verwaltungsgebäude der Sektkellerei Henkell |                       |
| (Standort)                            | Hauptklärwerk                                      |                       | Klärwerk mit biologischer Reinigung                                           | Hauptklärwerk                               |                       |
| (Standort)                            | Hammermühle                                        |                       | ehemalige Getreidemühle                                                       | weitere Bilder                              |                       |
| Wuth’sche Brauerei 1 (Standort)       | Wuth’sche Brauerei                                 | 1905                  | Mischung aus Neoromanik und -gotik                                            | Wuth’sche Brauerei                          |                       |
| (Standort)                            | Wärmetauschertürme und Walkmühle der Dyckerhoff AG | 1967–70               | Vierendeel-Raumfachwerk mit freigestellten Ecken                              | weitere Bilder                              |                       |

### Flussroute
| Wiesbaden II: Flussroute             | Wiesbaden II: Flussroute                            | Wiesbaden II: Flussroute | Wiesbaden II: Flussroute                                                     | Wiesbaden II: Flussroute                            | Wiesbaden II: Flussroute |
| Lage                                 | Objekt                                              | Entstehungsjahr          | Beschreibung                                                                 | Bild                                                |                          |
| ------------------------------------ | --------------------------------------------------- | ------------------------ | ---------------------------------------------------------------------------- | --------------------------------------------------- | ------------------------ |
| Söhnleinstraße 42 (Standort)         | Wasserwerk Schierstein                              | 1904–1906                | Backsteinanlage in romanisierendem Stil                                      | weitere Bilder                                      |                          |
| Söhnleinstraße 8 (Standort)          | Sektkellerei Söhnlein                               |                          | Palais im Stil des Historismus                                               | Sektkellerei Söhnlein                               |                          |
| Hafeneinfahrt Schierstein (Standort) | Dyckerhoffsteg                                      | 1967                     | ausgeführt in Spann-, Leicht- und Weißbetontechnik                           | weitere Bilder                                      |                          |
| Hafenweg 1 (Standort)                | Raiffeisensilo / Kraftfutterwerk                    | 1968                     | Silo mit 18.800 Tonnen Lagerkapazität                                        | weitere Bilder                                      |                          |
| Rheingaustraße 107 (Standort)        | Villa Rheinhütte                                    | 1854–1856                | geplant von Alexander Fach als Direktorenhaus des Hochofenwerks „Rheinhütte“ | Villa Rheinhütte                                    |                          |
| Rheingaustraße 138 (Standort)        | Villa Beck                                          | 1869–1872                | spätklassizistisches Bauwerk von Wilhelm Bogler                              | weitere Bilder                                      |                          |
| Rheingaustraße 147 (Standort)        | Zollamt Biebrich                                    |                          | Zollamtsgebäude und Zollspeicher                                             | Zollamt Biebrich                                    |                          |
| Rheingaustraße 180 (Standort)        | Unternehmervillen Rheingaustraße - Villa Dyckerhoff |                          | drei Villen großer Wiesbadener Unternehmerfamilien                           | Unternehmervillen Rheingaustraße - Villa Dyckerhoff |                          |
| Rheingaustraße 182 (Standort)        | Unternehmervillen Rheingaustraße - Villa Albert     |                          | drei Villen großer Wiesbadener Unternehmerfamilien                           | Unternehmervillen Rheingaustraße - Villa Albert     |                          |
| Rheingaustraße 184 (Standort)        | Unternehmervillen Rheingaustraße - Villa Kalle      |                          | Drei Villen großer Wiesbadener Unternehmerfamilien                           | Unternehmervillen Rheingaustraße - Villa Kalle      |                          |
| Rheingaustraße 190–196 (Standort)    | Verwaltungsgebäude der Kalle-Chemie-Werke           | 1938                     | Stilmix aus Neuer Sachlichkeit und NS-Architektur                            | weitere Bilder                                      |                          |
| Biebricher Straße 69 (Standort)      | Kraftwerk der Dyckerhoff AG                         |                          | Gebäude mit Kesselhaus und Turbinenhalle, daneben der historische Wasserturm | weitere Bilder                                      |                          |
| Brückenkopf Mainz-Kastel (Standort)  | Kies Menz Mainz-Kastel                              | um 1960                  | Kiesverladestation mit elektrisch betriebenem Portaldrehkran                 | Kies Menz Mainz-Kastel                              |                          |
| Kostheimer Landstraße 21 (Standort)  | Linde Kältetechnik GmbH & Co.KG                     |                          | Das Unternehmen wurde 1879 in Wiesbaden gegründet.                           | weitere Bilder                                      |                          |
| Maaraue, Lesselallee (Standort)      | Klärwerk Kostheim                                   |                          | abgeschaltet 2002; heute im Eigentum des Vereins Klär-Werk                   | Klärwerk Kostheim                                   |                          |
| Hauptstr. 16 (Standort)              | Zündholzfabrik Kostheim                             |                          | im Volksmund „Industriehof“ genannt                                          | Zündholzfabrik Kostheim                             |                          |
| Hauptstraße 1 (Standort)             | SCA Hygiene Products                                |                          | Die Zellstoffproduktion ist eng verbunden mit der Geschichte Kostheims.      | weitere Bilder                                      |                          |
| Mainuferweg (Standort)               | Staustufe Kostheim                                  | 1934                     | Wehr im Stil des Neuen Bauens                                                | weitere Bilder                                      |                          |